# 간간파워드
간간파워드(일본어: ガンガンパワード 또는 일본어: ガンガンPOWERED)는 일본의 소년 만화 잡지이다.